# Хронон
Хрононът е хипотетичен квант на времето; неделима единица на времето, използвана в теории, които приемат неговата прекъснатост.
В стандартната квантовата механика, времето е непрекъсната величина. Но още в ранните години на формулирането ѝ се прави преположение, че и то би могло, подобно на енергията, да се състои от минимални неделими интервали. В този смисъл, през 1927 г. Робер Леви предлага схващането и термина за хронон. Първите разработки се появяват две десетилетия по-късно.
Конкретен модел за хронона е бил предложен от Пиеро Калдирола през 1980 година. В работата му един хронон съответства на 2 × 10−23 секунди.
Стойността на хронона, отбелязвана като θ0, се изчислява по формулата:
{\displaystyle \theta _{0}={\frac {1}{6\pi \varepsilon _{0}}}{\frac {e^{2}}{m_{0}c^{3}}}\approx } 6,97 × 10−24 с
където:
{\displaystyle \varepsilon _{0}} – диелектрична проницаемост
e – елементарен електрически заряд
{\displaystyle m_{0}} – маса на електрон
c – скорост на светлината във вакуум.
Кордиола, както и други физици смятат, че моделът на прекъснато време може да бъде полезен, напр. в квантовата гравитация (т.е. общата теория на относителността съчетана с правила за квантуване).